# Керселян, Сурен Арутюнович
Суре́н Арутю́нович Керселя́н ( род. 1956, Сухуми, Грузинская ССР) — абхазский государственный деятель, член Правительства Республики Абхазия, второй вице-премьер; министр труда и социального развития Абхазии (2014—2016).

## Биография
Родился в 1956 году в городе Сухуми.
Был председателем Армянской общины Абхазии, председателем Совета Армянской общины города Сухуми и помощником депутата Народного Собрания — Парламента Республики Абхазия Алхаса Тхагушева.
15 октября 2014 года указом президента Абхазии за № 236 назначен Министром труда и социального развития Республики Абхазия и вторым вице-премьером Правительства Республики Абхазия.